# Kazimír III. Veliký
Kazimír III. Veliký (30. dubna 1310 Kowal – 5. listopadu 1370 Krakov) byl posledním polským králem z rodu Piastovců. Vládl v letech 1333–1370. Usiloval o dokončení sjednocení Polska. Byl skvělým diplomatem. Polští historici ho tradičně považují za jednoho z nejvýznamnějších středověkých vládců Polska.

## Snahy o dokončení sjednocení polských zemí
Kazimír byl synem Vladislava I. Lokýtka a Hedviky Kališské. Jeho otci se podařilo znovu sjednotit téměř celé Polsko, které bylo více než půldruhé století politicky rozdrobené, a získat královský titul. Na Kazimírovi pak zůstalo, aby dokončil sjednocení země a upevnil královskou moc, neboť slezská knížectví byla postupně uváděna do lenní závislosti na českém králi a svrchovanost Krakova odmítali uznat také mazovští Piastovci. Zároveň se snažil, aby zemi vyčerpané zápasy za jeho předchůdců zajistil klidný rozvoj. Proto se zaměřil na zmírnění odporu, jejž sjednocování polských zemí kladli Lucemburkové a Řád německých rytířů.

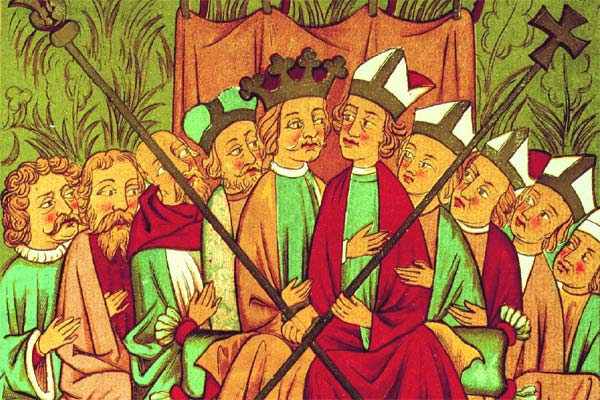
Sněm za vlády Kazimíra Velikého

Trnem v oku nejen Kazimíra III., ale už jeho předchůdce byla skutečnost, že polský královský titul drželi od dob Václava II. čeští králové, což zpochybňovalo Vladislavovo i Kazimírovo postavení polského panovníka. Kazimír se proto snažil zajistit se proti nynějšímu českému králi Janu Lucemburskému spojenectvím s císařem Ludvíkem Bavorem, Habsburky a bavorskými Wittelsbachy. Jan Lucemburský počítal s tím, že jistě dojde k vojenskému střetnutí a sbíral již vojsko. Jeho syn, moravský markrabí Karel (později císař Karel IV.), se však chopil iniciativy a navázal s Kazimírem diplomatické jednání. Z něj vyplynulo řešení ožehavé situace: Jan Lucemburský se vzdá titulu polského krále a získá za to trvale Slezsko. Dohodu měl zprostředkovat uherský král Karel I. Robert (z Anjou), švagr obou panovníků. Předběžné podmínky česko-polského míru byly dojednány v létě roku 1335 v Trenčíně, kam Kazimír vyslal své posly. V listopadu téhož roku se pak osobně dostavil do uherského Visegrádu, aby za přítomnosti krále Jana Lucemburského i Karla I. Roberta slavnostně úmluvu potvrdili a „učinili mezi sebou přísahy a smlouvy o vzájemném zachování věrnosti a smíření“. Kromě lenní svrchovanosti nad Slezskem bylo stanoveno, že český král obdrží náhradou ještě dvacet tisíc kop pražských grošů.
V doprovodu Jana Lucemburského pak přijel mladý Kazimír III. 6. prosince 1335 do Prahy, a jak se píše ve Zbraslavské kronice „přijav četné pocty, zůstal v Praze devět dní,“ a „…vraceje se domů, radostně si odnášel se souhlasem českého krále Jana právo a titul království Polského.“

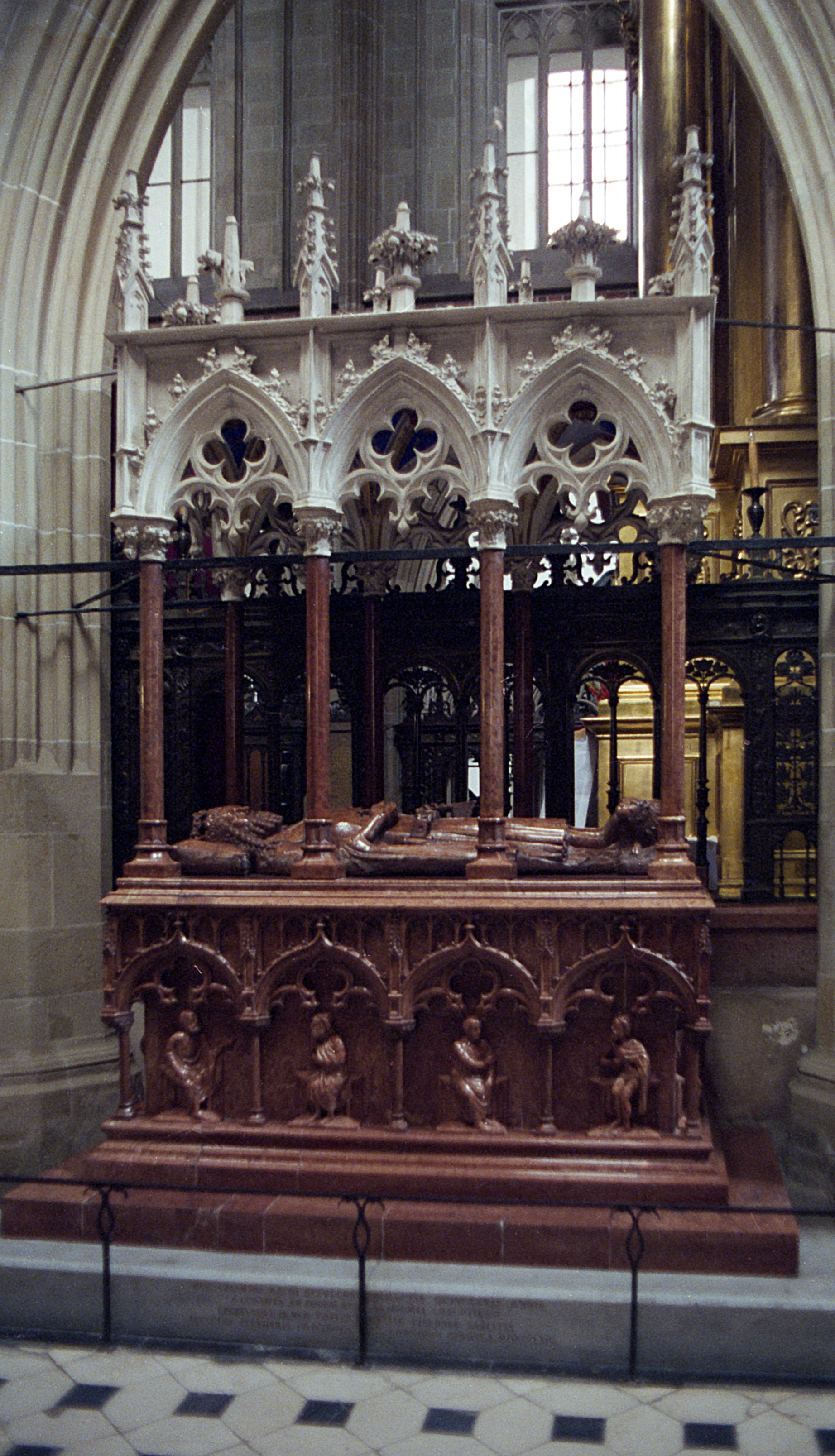
Sarkofág Kazimíra III. Velkého v katedrále krakovského Wawelu

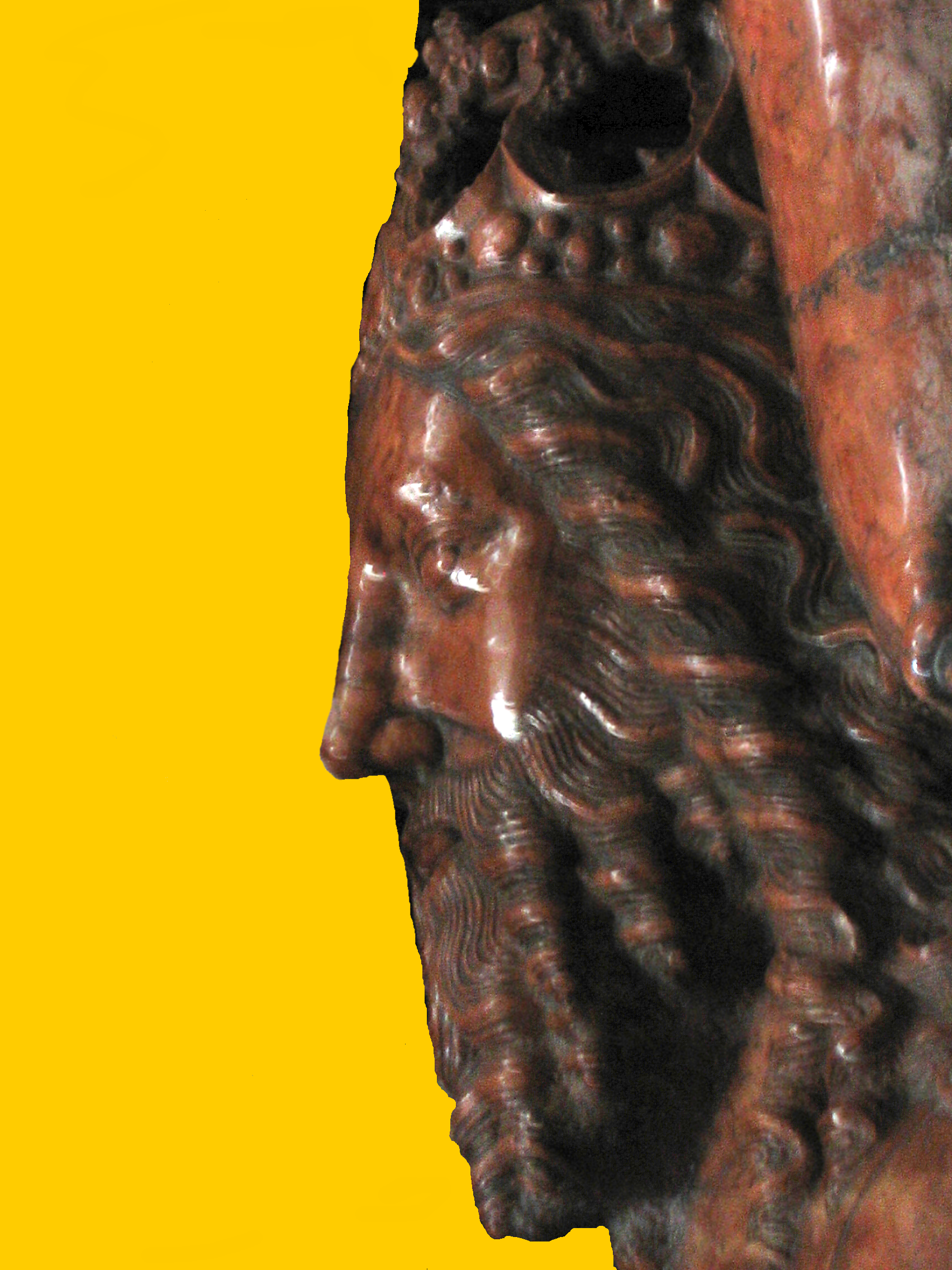
Detail Kazimírova sarkofágu v katedrále krakovského Wawelu

Navzdory visegrádským dohodám, které nadto Kazimír III. ratifikoval až v únoru 1339, císař Ludvík Bavor nepolevoval v úsilí přimět ho k přechodu do svého tábora. Markrabí Karel se proto rozhodl, že by spojenectví s polským králem mělo být upevněno dynastickým sňatkem. Nabídl mu proto ruku své ovdovělé sestry Markéty. Kazimír, který byl v té době již také vdovcem (jeho první žena Aldona Anna Litevská, dcera litevského velkoknížete Gediminase, zemřela roku 1339), návrh přijal.
Počátkem léta 1341 se Kazimír III. objevil v Praze podruhé, tentokrát doprovázen výkvětem polské i české šlechty. Svatební obřad se však již neuskutečnil, protože Markéta náhle onemocněla a nedlouho nato zemřela. Karel, obratný diplomat, však ještě před Kazimírovým odjezdem z Prahy sjednal jeho sňatek s Adlétou, dcerou spojence Lucemburků lankraběte hesenského. Svatební slavnosti se konaly za jeho přítomnosti v Poznani jen o měsíc později.
Roku 1343 uzavřel Kazimír III. smlouvu v Kališi s pruskými křižáky, díky níž získal Kujavsko a Dobrzyňsko.
V roce 1344 se vztahy mezi pražským a krakovským dvorem znovu zhoršily a Kazimír uzavřel v lednu 1345 smlouvu s Ludvíkem Bavorem namířenou proti Lucemburkům. V létě pak vpadl do Ratibořska, jež bylo lénem české koruny, vzápětí ho však odsud Jan Lucemburský vytlačil a zahnal až ke Krakovu. Roku 1347 vydává ruský resp. ukrajinský Vislićký statut, který byl prvním plným soupisem polského obecného práva.
Koncem roku 1348 se podařilo Karlu IV., tehdy již českému králi, obnovit s Kazimírem III. smlouvu o přátelství, které ani tentokrát nezůstalo trvalým. Počátkem 60. let přistoupil Kazimír k protilucemburské koalici Karlova zetě Rudolfa IV. Habsburského. Jejím cílem bylo zamezit dalšímu vzestupu císařské moci Karla IV. Ten však mistrným diplomatickým tahem, jehož součástí byl i jeho poslední sňatek s Kazimírovou vnučkou Alžbětou Pomořanskou, toto nebezpečí odvrátil. Koalice se však o něco později z podnětu Kazimíra III. obnovila. Na schůzce s uherským králem Ludvíkem I. si písemně garantovali vzájemnou pomoc proti všem útokům, zvláště pak ze strany císařovy. Situace se vyostřovala, zvláště když se proti císaři začal angažovat také papež. Koncem roku 1370 však Kazimír III. zemřel na následky pádu z koně a Karlovi nepřátelé přišli o jednu ze svých hlavních opor.

## Východní expanze
Za Kazimírovy vlády zahájilo Polsko expanzi na území ukrajinských knížectví a dobylo v letech 1349–1352 Halič (ukrajinsky Halyč). To vedlo ke konfliktu Poláků s Litevci, kteří dobyli Volyň, neboť obě strany usilovaly o nadvládu nad celým haličsko-volyňským knížectvím.

## Vnitřní politika
Kazimír se snažil upevnit panovnickou moc na úkor vysoké šlechty (magnátů) a reorganizovat správu ve prospěch centrálních institucí a úřadů, do nichž dosazoval příslušníky střední šlechty, kteří byli jeho oporou. Navzdory hospodářskému a mocenskému vzestupu země i stoupající prestiži panovníka se mu však nepodařilo dokončit centralizaci ani sjednotit všechny země, které dříve příslušely k polskému státu. Slezsko a Východní Pomoří zůstávaly mimo rámec zemí Polské koruny (Corona regni Poloniae), Mazovsko bylo sice roku 1351 připojeno, ale pouze formálně. Jednotlivá vojvodství si uchovala značnou autonomii a místní správní orgány byly v rukou magnátů. Kazimír s nimi tvrdě bojoval po celou dobu své vlády a byl jimi nazýván „králem chlopů“, protože se snažil zachovat zbytky svobodných sedláků, které páni chtěli znevolnit. Roku 1364 založil první polskou univerzitu v Krakově.

## Potomci
Přestože byl čtyřikrát ženat, neměl Kazimír III. mužského dědice, dočkal se pouze pěti dcer. Podle dohod s uherskými Anjouovci, jimž se již roku 1339 zavázal, že v případě své bezdětnosti odkáže trůn svému synovci, se polským králem stal syn Karla Roberta a Kazimírovy sestry Alžběty, uherský král Ludvík I. Veliký. Tím byly pominuty nároky těch Piastovců, jejichž země zůstávaly mimo rámec polského státu (především slezských a mazovských knížat):
- 1. manželka: Aldona Anna Litevská
  - Alžběta (okolo 1326–1361), manžel 1343 Bohuslav V. Pomořanský
  - Kunhuta (1334–1357), manžel 1349 Ludvík VI. Bavorský (1328–1365)
- 2. manželka: Adéla Hesenská
- 3. manželka: Kristýna (z Rokycan)
- 4. manželka: Hedvika Zaháňská
  - Anna Polská, 1. manžel 1380 Vilém Celjský, 2. manžel 1394 Oldřich z Tecku
  - Kunhuta (okolo 1367–1370)
  - Hedvika (okolo 1369 – po 1382)